# Naities
Naities o Naiates (originalment nawaits que vol dir "mariners") és el nom dels musulmans d'origen àrab o persa establerts a la costa de Konkan i de Kanara a l'Índia després del segle viii. Ibn Battuta va visitar la zona al segle xiv i esmenta la comunitat naitia, que es governava per un cadi, i seguien el madhhab xafiïta; una colònia nombrosa vivia a Hinaur o Honavar, sota el govern del sultà que anomena com Djamal al-Din Muhammad. Posteriorment quan els portuguesos es van establir a l'illa de Bombai, molts naities van emigrar a la colònia lusitana. Més endavant, quan Bombai va passar als britànics, van esdevenir una comunitat amb gran influència i riquesa amb control de bona part del comerç. Encara avui dia són influents a la política de Maharashtra.